# Lee Theatre Plaza
Le Lee Theatre Plaza est un gratte-ciel de 131 mètres de hauteur situé à Hong Kong en Chine et construit en 1994.
L'immeuble a été conçu par l'agence de Hong Kong, DLN Architects.
Au sommet de l'immeuble il y a une coupole qui est éclairée la nuit.